# Невяровская, Казимира Феликсовна
Казимира Невяровская (пол. Kazimiera Niewiarowska; 1890 — 1 июля 1927, Вильно)
— актриса театра и кино, певица оперетты польского происхождения.

## Биография
Получила музыкальное образование.

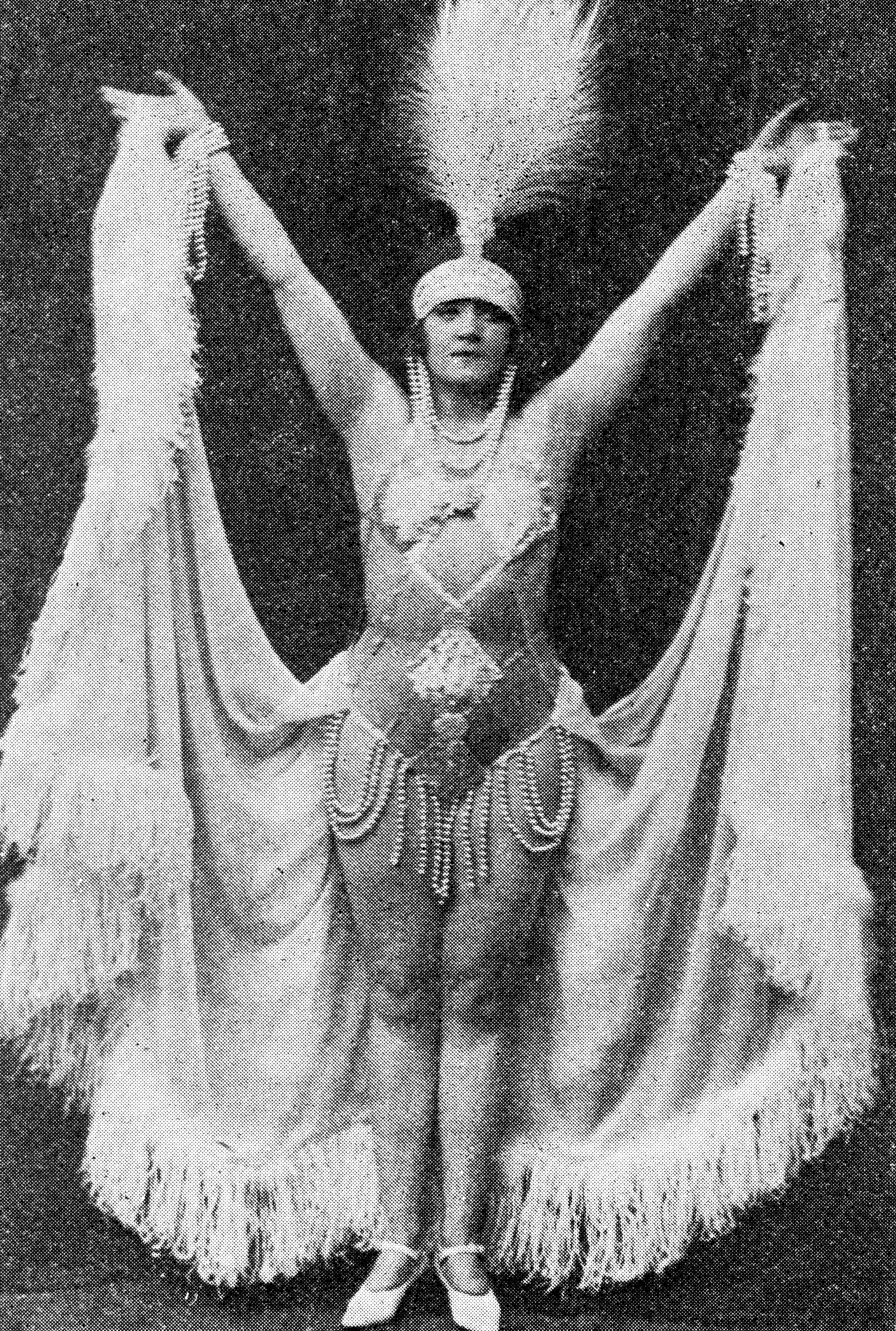
Казимира Невяровская в пьесе «Самая красивая из женщин» («Najpiękniejsza z kobiet»)

Дебютировала на сцене в 1911 году в Калише. Выступала в Варшаве. Играла в Театре оперетты до 1915 года, когда вместе с частью труппы бежала от наступавших немецких войск в Москву, а затем в Петроград, где в 1917—1918 играла в «Палас-театре», в летнем театре «Буфф». Здесь Невяровская впервые в России исполнила роль Сильвы в оперетте «Королева чардаша» Имре Кальмана.
В 1918 году Невяровская вернулась в Москву, играла в Никитском театре (1916, 1918—1921). Выступала в «Эрмитаже», откуда вместе с Л. Утёсовым перешла в «Славянский базар». Среди её главных партий — Стаси в «Сильве», Ганна в «Весёлой вдове», Джульетта в «Графе Люксембурге» Легара, Елена в «Прекрасной Елене».
Позже — на сценах театров в Одессе (в труппе Б. Е. Евелинова), Киеве, Гомеле и Москве.
В 1920 была приглашена В. И. Немировичем-Данченко в музыкальную студию Московского Художественного театра, где исполняла партию Клеретты в оперетте «Дочь мадам Анго» Шарля Лекока.
Вернувшись в Польшу в 1922 , играла в труппах варшавских театров. В 1927 выступала в Праге и Вильно.
В 1920-х годах обратила на себя внимание публики. Бурю эмоций вызвало её выступление в 1924 в пьесе «Самая красивая из женщин» («Najpiękniejsza z kobiet»), когда К. Невяровская вышла на сцену в обнажённом виде.
В постановке «Жемчуг Клеопатры» («Perły Kleopatry») исполняла арию с живым удавом на шее, а в пьесе «Мариетта» танцевала на большом подносе, помещённом на головах у двух статистов.
Невяровская обладала красивым голосом, музыкальностью и сценическим обаянием, создавала эффектные сценические образы. Играла в опереттах и водевилях. Снималась в кино (в фильмах «Ах, эти брюки» (1914) и «Когда женщина изменяет мужу» (1924).
В конце 1925 года организовала в Варшаве собственный театр («Teatr Niewiarowskiej»).
Первой опереттой, поставленной в театре Невяровской была «Принцесса долларов» («Księżniczka dolarów»).
Умерла в результате несчастного случая, от многочисленных ожогов, полученных от вспыхнувшего платья, которое она чистила спиртом.
Похоронена на кладбище Старые Повонзки в Варшаве.
Участвовала в театральных спектаклях:
- 1912 — Piękny sen, Teatr Bagatela
- 1912 — Żywe marionetki, Teatr Bagatela
- 1912 — Wróg kobiet, Teatr Nowości
- 1912 — Gri-Gri, Teatr Nowości
- 1912 — Czerwona dama, Teatr Nowości
- 1913 — Kochany Augustynek, Teatr Nowości
- 1914 — Targ na dziewczęta, Teatr Nowości
- 1914 — Zuza, Teatr Nowości
- 1914 — Chwila szczęścia, Teatr Nowości
- 1914 — Zuchwalec, Teatr Nowości
- 1914 — Gdy noc zapadnie, Teatr Nowości
- 1914 — Król skrzypków, Teatr Nowości
- 1914 — Nitouche, Teatr Nowości
- 1922 — Blondynka, Teatr Nowy
- 1923 — Madame Pompadour
- 1923 — Dorina, Teatr Nowy
- 1924 — Wieszczka karnawału, Teatr Nowy
- 1924 — Szalona Lola, Teatr Wodewil
- 1924 — Najpiękniejsza z kobiet, Teatr Nowy
- 1924 — Dolly, Teatr Nowości
- 1924 — Pajac, Teatr Nowości
- 1924 — Marietta, Teatr Nowości
- 1924 — Marica, Teatr Nowości
- 1925 — Księżniczka w masce, Teatr Nowości
- 1925 — Słodki kawaler, Teatr Nowości